# Paco Tous
Paco Tous, pseudonimo di Francisco Martínez Tous (Siviglia, 1º maggio 1964), è un attore spagnolo, noto principalmente per aver interpretato il personaggio di Augustin Ramos, alias Mosca, nella serie televisiva La casa di carta.

## Biografia
Legato nei suoi inizi al teatro (all'Istituto del Teatro di Siviglia), è membro fondatore della compagnia Los Ulen, nata alla fine degli anni ottanta e diventata una delle compagnie andaluse di maggior prestigio. Ha lavorato diversi anni anche come attore di animazione dal vivo nel parco a tema Isla Mágica di Siviglia.
Figura popolare della televisione in Spagna per il suo personaggio nella serie Los hombres de Paco, per cui fu anche nominato nel 2007 come miglior protagonista maschile di una serie televisiva, nel 2008 partecipò nello speciale natalizio de La familia Mata. Nel 2017 è coprotagonista della serie prodotta da Antena 3 e distribuita in Italia da Netflix, La casa di carta, dove interpreta il ruolo di Mosca, uno dei rapinatori.

## Vita privata
L'attore ha due figli, un maschio e una femmina.

## Filmografia

### Cinema
- Los invitados, regia di Víctor Barrera (1987)
- Solas, regia di Benito Zambrano (1999)
- Alacranes, regia di Pierre Tatarka (2004)
- Hombres de paja, regia di Joaquin Asencio (2005)
- 15 días contigo, regia di Jesús Ponce (2005)
- Il destino di un guerriero (Alatriste), regia di Agustín Díaz Yanes (2006)
- Paseo, regia di Arturo Ruiz Serrano (2007)
- En la otra camilla, regia di Luis Melgar (2008)
- Fuga de cerebros 2, regia di Carlos Therón (2011)

- Somos gente honrada, regia di Alejando Marzoa (2013)
- Contrattempo, regia di Oriol Paulo (2016)

- Il guardiano invisibile (El guardián invisible), regia di Fernando González Molina (2017)
- Gun City (La sombra de la ley), regia di Dani de la Torre (2018)
- Inciso nelle ossa (Legado en los huesos), regia di Fernando González Molina (2019)
- Offerta alla tormenta (Ofrenda a la tormenta), regia di Fernando González Molina (2020)

### Televisione
- Los hombres de Paco - serie TV, (2005-2010)
- El comisario - serie TV, (2006)
- La familia Mata - serie TV, (2008)
- Martes de Carnaval - serie TV, (2008)
- Año 400 - serie TV, (2008)
- Con el culo al aire - serie TV, (2012-2013)
- Perdoname, senor - serie TV, (2017)
- Apaches - serie TV, 12 episodi (2015–2017)
- La casa di carta (La casa de papel) - serie TV, 27 episodi (2017-2020)[1]
- Vivere senza permesso (Vivir sin periso) - serie TV, 23 episodi (2018-2020)
- Mentiras - serie TV, 6 episodi (2020)
- Madri - Una vita d'amore (Madres. Amor y vida) - serie TV, 9 episodi (2020)
- Amore e vendetta - Zorro (Zorro) - serie TV (2024)

## Doppiatori italiani
Nelle versioni in italiano nelle opere in cui ha recitato, Paco Tous è stato doppiato da:
- Roberto Draghetti in La casa di carta (parti 1-4)
- Stefano Alessandroni in La casa di carta (parte 5)
- Eugenio Marinelli in Gun City
- Roberto Stocchi in Inciso nelle ossa
- Pasquale Anselmo in Madri - Una vita d'amore